# Edicson Ruiz

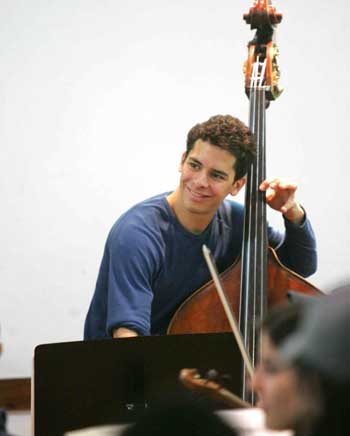
Edicson Ruiz (2003)

Edicson Ruiz (geboren 11. Mai 1985 in Caracas, Venezuela)  ist ein venezolanischer Kontrabassist.

## Leben und Karriere
Edicson Ruiz lernte sein Instrument zunächst in seiner Heimat bei Felix Petit. Seine Ausbildung wurde gefördert durch eine Mitgliedschaft an der Orchester-Akademie der Berliner Philharmoniker bei Klaus Stoll.
Orchestererfahrungen sammelte er ab 1996 als Solo-Bassist in der Sinfónica Juvenil de Caracas, drei Jahre später wurde er Mitglied im Orquesta Sinfónica Simón Bolívar und debütierte im Alter von 16 Jahren als Solist mit diesem Orchester. Im Alter von 17 Jahren wurde Ruiz Mitglied der Berliner Philharmoniker, womit er das zweitjüngste Mitglied in der Geschichte des Orchesters wurde. Er ist weiterhin der erste lateinamerikanische Musiker bei den Berliner Philharmonikern.